# Gerlando Alberti
Gerlando Alberti, anche conosciuto come U Paccarè (l'imperturbabile) (Palermo, 18 settembre 1927 – Palermo, 1º febbraio 2012), è stato un mafioso italiano.
Appartenente alla famiglia di Cosa Nostra di Porta Nuova di Palermo, guidata dal boss Giuseppe Calò, è considerato uno dei principali mafiosi coinvolti prima nel contrabbando di sigarette negli anni sessanta e poi nel traffico di eroina negli anni settanta e ottanta.
Il nipote omonimo Gerlando Alberti Jr. (classe 1938) era anch'esso affiliato a Cosa Nostra e fu il responsabile insieme a Giovanni Sutera dell'omicidio di Graziella Campagna e venne anche coinvolto nelle indagini per la strage del Rapido 904.

## Biografia

### Gli inizi
Alberti era il figlio di un venditore di frutta ed è cresciuto a Palermo, nel quartiere di Danisinni. È stato avviato a Cosa nostra da Gaetano Filippone (’u zù Tanu), boss della zona di Porta Nuova. Nel 1956 fu accusato di un delitto che allora fece clamore, ossia l'omicidio di Francesco Scaletta, proprietario del bar «Piccolo Moka» nella centrale via Roma punito per aver ucciso il padre di Pippo Calò ma fu assolto dall'accusa di omicidio per insufficienza di prove. Ufficialmente Alberti vendeva tessuti, ma in realtà contrabbandava gioielli e trafficava droga. Nel 1961 si trasferì a Cologno Monzese e formò una cosca a Genova e Milano, che aveva alle sue dipendenze mafiosi del calibro di Gaetano Fidanzati e Francesco Scaglione, detto «il re di Quarto Oggiaro».
Alberti è stato incriminato nel luglio del 1963 con Tommaso Buscetta e altri 53 mafiosi della strage di Ciaculli. Fu assolto da quest'accusa nel processo ai 117 boss svoltosi nel 1968 a Catanzaro ma venne mandato al confino in Lombardia. Nel dicembre 1969 tornò a Palermo mentre doveva essere al confino, quando il boss Michele Cavataio fu ucciso perché faceva il doppio gioco nella prima guerra di mafia. Il 17 giugno 1970 in via Romilli a Milano, venne fermato ad un posto di blocco: viaggiava in auto con Tommaso Buscetta, Salvatore Greco (cicchiteddu), Giuseppe Calderone, Gaetano Badalamenti e Gaetano Fidanzati, che erano lì per discutere sull'implicazione dei mafiosi siciliani nel Golpe Borghese.
È stato coinvolto in numerose indagini su eventi di mafia, come la strage di Ciaculli (1963), la strage di Viale Lazio (1969), la scomparsa del giornalista Mauro De Mauro (1970) e l'uccisione del procuratore capo Pietro Scaglione (1971). 

### Gli arresti
Scarcerato nei primi mesi del 1971, tornò subito latitante perché colpito da un mandato di cattura nel corso del famoso «blitz dei 114» condotto dall'allora colonnello dei carabinieri Carlo Alberto dalla Chiesa. Alberti si trasferì quindi a Napoli, dove organizzò in grande stile il contrabbando di sigarette estere in combutta con la Camorra e venne arrestato dopo pochi mesi in un appartamento a San Giorgio a Cremano. Al termine del «processo dei 114» nel 1974, nel quale era accusato di essere uno dei boss della «nuova mafia» dedita al contrabbando di sigarette e al traffico di droga, fu condannato a 6 anni di carcere. Inviato al soggiorno obbligato sull'isola dell'Asinara, si diede alla latitanza nel giugno 1975, ma fu nuovamente arrestato nel dicembre dello stesso anno nei pressi di Bergamo. Nell'ottobre 1977 si diede nuovamente alla fuga.
Il 26 agosto 1980 la polizia, che si era infiltrata nell'hotel Riva Smeralda di Villagrazia di Carini per arrestare alcuni chimici marsigliesi, fu da questi inconsapevolmente condotta in una raffineria di eroina nei pressi di Carini, così in quella retata antidroga fu arrestato anche Gerlando Alberti, ricercato da alcuni anni. Due giorni dopo fu assassinato il titolare dell'albergo Carmelo Iannì e per l'omicidio fu condannato Alberti come mandante.
Nel 1981 Alberti risultò indagato nell'ambito della maxi-indagine su un traffico di droga e armi, condotta dal sostituto procuratore di Trento Carlo Palermo, in quanto risultò in contatto nel Nord Italia con i fornitori turchi di morfina base necessaria per i suoi laboratori clandestini di eroina in Sicilia. A seguito di quest'imputazione, nel processo celebratosi a Venezia nel 1985, Alberti venne condannato a tre anni di carcere.
Nel 1983 Alberti sfuggì ad un tentativo di omicidio nel carcere dell'Ucciardone, dove in quattro tentarono di ucciderlo perché considerato troppo amico di Gaetano Badalamenti e Tommaso Buscetta. Il pentito Francesco Marino Mannoia (testimone oculare del fatto) ha raccontato che il boss riuscì a spezzare l'ago della siringa contenente veleno, che Giovan Battista Pullarà avrebbe dovuto iniettargli. Il veleno era arrivato in carcere attraverso l'avvocato Gaetano Zarcone, poi condannato.
Il 14 febbraio 1983 fu tra i destinatari dei mandati di cattura per associazione mafiosa del blitz di San Valentino contro la cosiddetta “mafia dei colletti bianchi" che riciclava i soldi del narcotraffico sulla piazza milanese, indagine coordinata dai sostituti procuratori Francesco Di Maggio e Piercamillo Davigo. Da queste accuse, insieme ai fratelli Giuseppe ed Alfredo Bono, a Gaetano Fidanzati, a Ugo Martello e agli imprenditori Antonio Virgilio e Luigi Monti, ne uscì in Cassazione.
Nel 1984 dopo le rivelazioni del pentito Tommaso Buscetta fu raggiunto da un altro mandato di cattura per associazione mafiosa e condannato a 15 anni di reclusione nel maxi-processo di Palermo.
Nel 2008 era stato coinvolto nell'operazione Perseo dei carabinieri di Palermo che aveva portato a 99 arresti, e posto ai domiciliari.

### Morte
È morto il 31 gennaio 2012 all'età di 84 anni, mentre si trovava agli arresti domiciliari nella sua abitazione palermitana.